# SMOC1
SMOC1 (англ. SPARC related modular calcium binding 1) – білок, який кодується однойменним геном, розташованим у людей на 14-й хромосомі. Довжина поліпептидного ланцюга білка становить 434 амінокислот, а молекулярна маса — 48 163.
| 10         |  | 20         |  | 30         |  | 40         |  | 50         |
| ---------- |  | ---------- |  | ---------- |  | ---------- |  | ---------- |
| MLPARCARLL |  | TPHLLLVLVQ |  | LSPARGHRTT |  | GPRFLISDRD |  | PQCNLHCSRT |
| QPKPICASDG |  | RSYESMCEYQ |  | RAKCRDPTLG |  | VVHRGRCKDA |  | GQSKCRLERA |
| QALEQAKKPQ |  | EAVFVPECGE |  | DGSFTQVQCH |  | TYTGYCWCVT |  | PDGKPISGSS |
| VQNKTPVCSG |  | SVTDKPLSQG |  | NSGRKDDGSK |  | PTPTMETQPV |  | FDGDEITAPT |
| LWIKHLVIKD |  | SKLNNTNIRN |  | SEKVYSCDQE |  | RQSALEEAQQ |  | NPREGIVIPE |
| CAPGGLYKPV |  | QCHQSTGYCW |  | CVLVDTGRPL |  | PGTSTRYVMP |  | SCESDARAKT |
| TEADDPFKDR |  | ELPGCPEGKK |  | MEFITSLLDA |  | LTTDMVQAIN |  | SAAPTGGGRF |
| SEPDPSHTLE |  | ERVVHWYFSQ |  | LDSNSSNDIN |  | KREMKPFKRY |  | VKKKAKPKKC |
| ARRFTDYCDL |  | NKDKVISLPE |  | LKGCLGVSKE |  | GRLV       |  |            |

A: Аланін

C: Цистеїн

D: Аспарагінова кислота

E: Глутамінова кислота

F: Фенілаланін

G: Гліцин

H: Гістидин

I: Ізолейцин

K: Лізин

L: Лейцин

M: Метіонін

N: Аспарагін

P: Пролін

Q: Глутамін

R: Аргінін

S: Серин

T: Треонін

V: Валін

W: Триптофан

Кодований геном білок за функцією належить до білків розвитку. 
Задіяний у таких біологічних процесах, як диференціація клітин, альтернативний сплайсинг. 
Білок має сайт для зв'язування з іонами металів, іоном кальцію. 
Локалізований у позаклітинному матриксі, базальній мембрані.
Також секретований назовні.